# William Nolan
William Nolan (26 de enero de 1954) es un prelado escocés de la Iglesia católica que se desempeña como arzobispo de Glasgow desde febrero de 2022.  Anteriormente fue obispo de la Diócesis de Galloway entre 2015 y 2022.  A lo largo de su ministerio se ha destacado por su compromiso con la justicia social, el cuidado del medio ambiente y la promoción de la paz.

## Primeros años y formación
Nolan nació el 26 de enero de 1954 y fue bautizado en la iglesia de San Patricio en Craigneuk, Escocia.  Es el cuarto de once hijos de William y Catherine Nolan, con cinco hermanos y cinco hermanas.  Cursó estudios en la Cathedral Primary School en Motherwell, la St Patrick’s Primary School en Craigneuk, el St Vincent’s College en Langbank y, entre 1967 y 1971, en el St Mary’s College de Blairs.
Posteriormente ingresó al Pontificio Colegio Escocés en Roma, donde realizó sus estudios teológicos entre 1971 y 1978.  Obtuvo en junio de ese año una licenciatura en Teología Sagrada en la Pontificia Universidad Gregoriana.

## Ministerio sacerdotal
Fue ordenado sacerdote el 30 de junio de 1977 para la Diócesis de Motherwell. Inició su ministerio como vicario parroquial en Our Lady of Lourdes, East Kilbride (1978–1980), y luego en St David’s, Plains (1980–1983). Entre 1983 y 1990 fue vicerrector del Pontificio Colegio Escocés en Roma.
A su regreso a Escocia, sirvió como vicario parroquial en St Bridget’s, Baillieston (1990–1994), y posteriormente como párroco de Our Lady of Lourdes, East Kilbride (1994–2014). Durante este período, ocupó diversos cargos: juez del Tribunal Eclesiástico Nacional de Escocia, decano de zona, encargado de la formación permanente del clero y vicepresidente del consejo presbiteral diocesano. En junio de 2014 fue nombrado vicario general de Motherwell.
En 2013 fue designado administrador de la parroquia de St John Ogilvie, en Blantyre, tras la suspensión del párroco Matthew Despard por un proceso canónico. La situación generó una controversia pública debido a la negativa de Despard a abandonar su cargo.

## Episcopado

### Obispo de Galloway
El papa Francisco lo nombró obispo de Galloway el 22 de noviembre de 2014, en sucesión de John Cunningham. Fue consagrado obispo el 14 de febrero de 2015 por el arzobispo Leo Cushley, con la participación del nuncio apostólico Antonio Mennini y del obispo emérito Maurice Taylor como co-consagrantes.
Su mandato como obispo estuvo marcado por la gestión de situaciones difíciles, incluida la condena de un sacerdote que malversó fondos parroquiales en 2015. Ese mismo año sufrió un infarto, del cual se recuperó.
En enero de 2021 pidió al gobierno británico que firmara el Tratado sobre la Prohibición de las Armas Nucleares y desmantelara su arsenal nuclear. En mayo del mismo año, junto al obispo Paul McAleenan, criticó las políticas migratorias del Reino Unido.
Fundó además una Oficina Nacional para el Cuidado de la Creación en Escocia, en el contexto de la encíclica Laudato si' y la COP26 de 2021 celebrada en Glasgow.

### Arzobispo de Glasgow
El 4 de febrero de 2022 fue nombrado arzobispo de Glasgow por el papa Francisco en sucesión de Philip Tartaglia.  Tomó posesión del cargo el 26 de febrero.

## Actividades y otros cargos
Nolan es presidente de *Justice and Peace Scotland*, organismo que impulsa campañas por el desarme nuclear, la justicia climática y los derechos humanos. También forma parte de la junta directiva del *Scottish Catholic International Aid Fund* y preside la Comisión de Justicia y Paz de la Conferencia Episcopal de Escocia. La revista The Tablet lo ha descrito como «el obispo de justicia y paz de Escocia».